# Ятвяги
Ятвя́ги — у VIII—XV ст. група західнобалтійських племен, які проживали у межиріччі Західного Бугу, Нареви і Німана, у так званій Ятвягії. Межували на півночі й сході з литовцями, на півдні — з русинами, на південному заході — з поляками, на заході — з прусами (згодом — тевтонцями). Представники європеоїдної раси, носії ятвязької мови. Сповідували балтійське поганство. Культурно споріднені з литовцями і прусами язичницької доби. Вперше згадуються у «Повісті временних літ» у статті 945 року. Воювали проти руських і польсько-мазовецьких князів (Х—XIV ст.), а також лицарів Тевтонського ордену (з ХІІІ ст.), які намагалися захопити ятвязькі землі. У XV ст. більшість ятвягів опинилася під владою Великого князівства Литовського. Востаннє згадуються як етнічний релікт у джерелах XVII ст. Взяли участь у етногенезі західних литовців і білорусів, українців Полісся і Волині, німців Східної Пруссії.

## Назва
- Ятвя́ги (староцерк.-слов. Ӕтвѧгы[3]; лит. Jotvingiai; пол. Jadźwingi; нім. Jatwinger; лат. Jacintones, Jentwesones[4]), ятвезь
На думку О. С. Кібіня, етнонім ятвяги сходить до патронімічного утвору játvingar, який буквально означає «нащадки Ятвігра», «Ятвігровичі», «люди Ятвігра». Особове ім'я Játvígr згадується в «Сазі про нащадків Кнута[en]»[5][6]. Джозеф Пашка, визнаючи гіпотезу Кібіня, аналогічно тлумачив етнонім як похідний від давньонорвезького Játvígr: Játvígs liðsmenn (рунічний запис ᛃᚨᛏᚢᛁᚴᛋ ᚱᛟᚦᛋ , «воїни Ятвіга») було позначенням експедиції вікінгів Ятвінгра і його поселень в Північній Русі (наприклад, Індура) біля Німану. Пашка стверджує, що носовий звук (Jotvingiai, Jātvingi, Jadwinger, Jaczwangos, ятвѧзи) йде з тексту договору 944 р. і можливо, з'явився внаслідок описки чи помилкового тлумачення первісного Játvíg[7].

- судови, судзини
Інша племінна назва судува, згідно з Вітаутасом Мажюлісом[en] («Етимологічний словник прусської мови», лит. Prūsų kalbos etimologijos žodynas) походить від гідроніма *Sūd(a)vā, який, у свою чергу, утворений від балтійського дієслівного кореня *sū- («текти», «лити»)[8].

## Племена

Західні балти (пруси і ятвяги) в ХІІІ ст.

У деяких дослідженнях прийнята класифікаційна схема, згідно з якою ятвяги, судови, дайнови і полексяни (полешани) розглядалися як частини одного племені. Проте, найімовірніше за все, в XIII столітті ці назви вживалися для позначення одного й того ж етносу.
Ятвяги на теренах ріки Злінь (Зліня) мали назву злінці (зилинці) згідно з Іпатіївським літописом у 1251 році. Річка Злінь ідентифікується деякими дослідниками з місцем, де тепер озеро Зельмент, та з прибережним селищем Зелліген (розташовувалося раніше — в Гумбінненському окрузі Східної Пруссії)

## Історія

### Походження

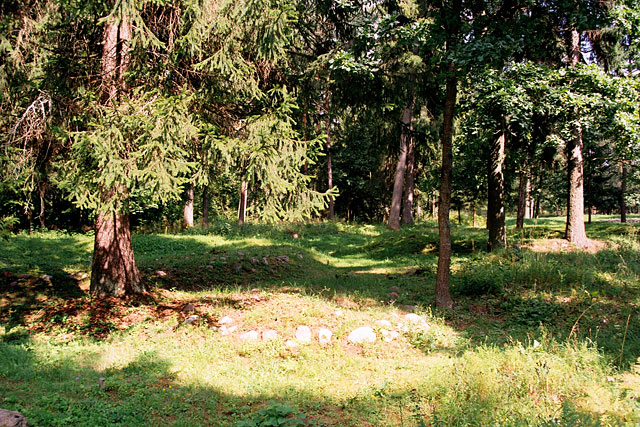
Ятвязьке курганне поховання. Сувалки.

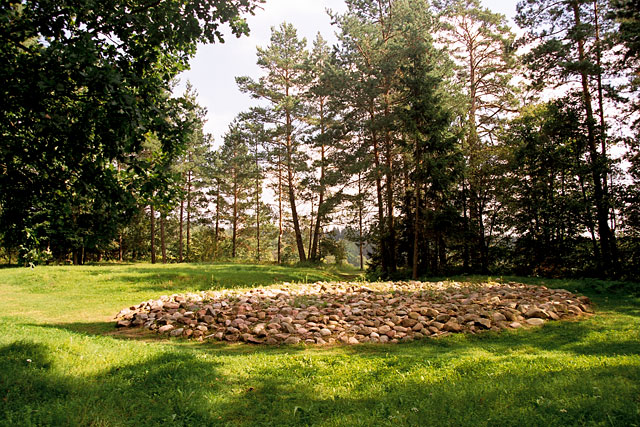
Найбільше Ятвязьке курганне поховання. Сувалки.

Із ятвягами пов'язують Судовську археологічну культуру II—XI ст., на основі якої сформувалася ятвязька культура. 
Тривалий час походження ятвягів було невідоме. У хроніці Галла Аноніма початку ХІІ ст. мешканці на північний схід від Польщі, до яких входили ятвяги, названі «сарматами, які також звалися гети (готи)». У Великопольській хроніці ХІІІ ст., а також історії Яна Длугоша так само зазначено, що ятвяги походять від «гетів, тобто прусів», є сусідами Мазовії, Русі й Литви, і мають велику схожість у мові з прусами і литвою. Мартін Кромер вважав ятвязьку мову відмінною як від слов'янської, так і литовської. Нарушевич припускав, що ятвяги є нащадками придунайських язигів, а Шафарик вбачав у ятвягах інаунксів з «Гетики» Йордана, кревних родичів аланів. Домінік Шульц вважав ятвягів польським племенем, Теодор Нарбут і Йозеф Ярошевич — давньолитовським.

### Відносини з Руссю
Найраніші згадки про ятвягів у писемних джерелах містить «Повість временних літ». Зокрема, серед послів київського князя Ігоря до Візантії (стаття за 945) зазначений «ятвяг Гунарев». Від кінця Х ст. ятвяги стали об’єктом агресії київських князів. Під 983 роком зазначений переможний похід київського князя Володимира Святославича проти ятвягів; під 1038 роком — подібний похід його сина, київського князя Ярослава Мудрого. Головним мотивом цих акцій, слід думати, була необхідність захистити від ятвязьких набігів західні регіони Київської Русі. Саме з розселенням полонених Ярославом Мудрим ятвягів пов'язують кілька курганних могильників 1-ї половини — середини ХІ ст., розташовані в околицях Новограда-Волинського (насипи цих курганів мають кам'яні елементи, що нетипово для так званих слов'янських поховальних пам'яток).
Наступна згадка про ятвягів трапляється під 1112 роком, коли володимирський князь Ярослав Святополчич здійснив проти них успішний похід. Надалі ятвяги фігурують у Галицько-Волинському літописі саме як супротивники Володимирського князівства. 1196 року володимирський князь Роман Мстиславич у відповідь на набіги ятвягів здійснив проти них успішний зимовий похід. Однак уже в 2-й пол. 1200-х рр. ятвяги у союзі з литвою спустошили Червенську землю. Конфлікти з ятвягами були одним із напрямів воєнної активності руських князів Данила і Василька Романовичів. На початку їхнього правління позиція князів була радше захисною і зводилася до відносно успішної відсічі набігам ятвягів на Волинь. Однак поступове підсилення тиску ятвягів на кордони князівства змусило змінювати стратегію. Протягом 2-ї пол. 1240-х — серед. 1250-х рр. Данило за підтримки мазовецького і краківського князів здійснив кілька переможних походів углиб території ятвягів та примусив їх до сплати данини. Останні конфлікти між руськими князями та ятвягами згадуються вже за галицького князя Лева Даниловича.

### Вигасання
Протягом 2-ї пол. 13 — поч. 15 ст. Я. постійно фігурують як супротивники польс. та литов. володарів, а також Тевтонського ордену. Події цього часу, насамперед інституалізація Великого князівства Литовського, до складу котрого ввійшла більша частина земель Я., визначили істор. долю цих племен: вони були доволі швидко асимільовані сусідами. Щоправда, як певний етнічний релікт Я. згадуються у джерелах до 17 ст. включно.

## Мова
Ятвяги були носіями ятвязької мови, класифікація якої є дискусійною. Більшість науковців дотримуються думки, що це західнобалтійська мова, однак висувалися гіпотези щодо її східнобалтійської належності, а також щодо проміжного положення між західно- та східнобалтійськими мовами.

### Топоніміка
Джерелами з дослідження ятвязької мови є гідроніми у Сувалкії, Понеманні, Побужжі, які вказують на територію розселення ятвягів. Литовський мовознавець Казимир Буга показав, що назви річок із суфіксом -da є ятвязькими і склав перший список таких гідронімів: Голда, Гривда, Невда, Сегда, Соколда, Ясельда; Скрода. Московитський лінгвіст Володимир Топоров вказував, що назва річки Кшна, лівої притоки Західного Буга, також ятвязька, і доводив, що ятвяги мешкали у південному Підляшші. Археолог Валентин Сєдов відносив до ятвязьких назв річки Зельва-Зельвняка, Кірсна, Ятвязь і Сліна.По всій території поширення ятвязької гідроніміки відомі пам'ятки судовської культури — кам'яні кургани, які не мають аналогій ні серед слов'янських, ні східнобалтських (литовських, латиських) погребальних пам'яток.
На території сучасної Польщі збереглися ряд топонімів, пов'язаних із ятвягами: Ятвезь-Дужа і Ятвезь-Мала у Підляшші, а також села і поселення Язьвіни у Підляшші, Мазовії, Великопольщі.

## Князі
- Відевут[ru] (близько 500 р.), володар держави Судо (Судовія);
- Гунігард (VI ст.);
- Бауг (близько 875 р.);
- Гуннар (близько 900 р.), син Бауга;
- Комат, князь-нобіль ятвязький[20];
- Минтеля[21];
- Мудійко[22];
- князь ятвязький вбитий булавою взимку 1255—1256 рр.[23];
- Шутр Мондунич, Шутр Мондушич (біля *1150 р. — †1227 р.)[24];
- Шюрпа[25];
- Небр;
- Мондун, Скомонд, Мондовида (близько 1125 р.), старший син Гедиміна;
- Зебр;
- Стегут, Стегут Зебрович, син Зебра (Стегут Зібрович, біля 1227—1228 рр.)[26];
- Скумо, Скуманд (близько *1200-†1260 рр.);
- Скомонд, Сколоменд (ок.1175-†1248 рр.), князь-волхв[27];;
- Скурдо (близько 1283 р.);
- Стекинт (близько 1253 р.)[28];
- Дор[29];
- Буряль, князь-нобіль ятвязький[30];
- Борут (1234 р.)[31];
- Юндил, князь-нобіль ятвязький[32]
- Анкад, князь-нобіль ятвязький, провідник у поході Данила Романовича[33] у 1253—1264 рр.
- Ящелт, васал князя Данила Романовича[34] у 1253—1264 рр.
- Скаламенд[ru] (біля 1273—1284 рр.) — ятвязький князь (судавський)
- Вітень — великий князь Литовський на ятвязьких землях (1293—1316)[35]

### Посли
- Небяст (до Данила Романовича у 1253—1264 рр.)[36];
- Ятвяг Гунарев (біля 925—983 р.), у 945 р. в посольстві київського князя Ігоря Рюриковича до Константинополя[37].

### Монографії і статті
- Отрембский, Я.С. Язык ятвягов // Вопросы славянского языкознания. Москва, 1961, Вып. 5
- Финно-угры и балты в эпоху средневековья: Серия «Археология СССР», Т. 17. Москва, 1987
- Зверуго, Я.Г. Верхнее Понеманье в IX—XIII вв. Минск, 1989
- Квятковская, А.В. Ятвяжские могильники Беларуси (конец XI—XVII вв). Вильнюс, 1998
- Кибинь, А.С. Ятвяги в Х—XI вв.: «балтское племя» или «береговое братство»// Studia Slavika et Balcanica Petropolitana, 2008, № 2 (4). С. 117-132.
- Штыхов Г. В., Ятвяги по Ипатьевскому летописному своду [Архівовано 31 жовтня 2014 у Wayback Machine.] LIETUVOS ARCHEOLOGIJA. 2001. T. 21, p. 101—110. ISSN 02-07-8694 (рос.)
- Ятвяги та боротьба Галицько-Волинського князівства за Полісся. Петро КРАЛЮК, доктор філософських наук, професор [Архівовано 15 жовтня 2004 у Wayback Machine.]
- Седов, В.В. Курганы ятвягов [Архівовано 11 квітня 2020 у Wayback Machine.] // Советская археология, № 4. Москва: Наука, 1964. С. 36—51.
- Топоров, В.Н. Две заметки из области балтийской топонимики. О южной границе ятвягов // Rakstu krajums veltijums akademikim profesoram Dr. Janim Endzellnam vina 85 drives im 65 darba gadu atcerei. Riga, 1959, p. 251—259.
- Вūga, К. Jotvingu zemes upiu vardu galune-da // Tauta ir Źodis. I, Kaunas, 1923, p. 100.
- Buga, К. Die Vorgeschichte der Aistischen (Baltischen) Stamme im Lichte der Ortsnamenforschung. Leipzig: Streitberg Festgabe, 1924.

### Довідники
- Синиця Є. В. Ятвяги // Енциклопедія історії України : у 10 т. / редкол.: В. А. Смолій (голова) та ін. ; Інститут історії України НАН України. — К. : Наукова думка, 2013. — Т. 10 : Т — Я. — С. 766. — ISBN 978-966-00-1359-9.
- Енциклопедія українознавства : Словникова частина : [в 11 т.] / Наукове товариство імені Шевченка ; гол. ред. проф., д-р Володимир Кубійович. — Париж — Нью-Йорк : Молоде життя, 1955—1995. — ISBN 5-7707-4049-3.
- Малий словник історії України / відпов. ред. В. А. Смолій. — К. : Либідь, 1997. — 464 с. — ISBN 5-325-00781-5.
- Ятвяги // Энциклопедический словарь Брокгауза и Ефрона : в 86 т. (82 т. и 4 доп. т.). — СПб., 1890—1907. (рос. дореф.)
- Ятвяги // Українська мала енциклопедія : 16 кн. : у 8 т. / проф. Є. Онацький. — Накладом Адміністратури УАПЦ в Аргентині. — Буенос-Айрес, 1967. — Т. 8, кн. XVI : Літери Уш — Я. — С. 2132. — 1000 екз.
- Звяруга, Я. Яцвягі // Вялікае княства Літоўскае: Энцыклапедыя. У 3 т. Мінск, 2005 г., Т. 2, С. 788.
- Jadźwingi // Słownik geograficzny Królestwa Polskiego. — Warszawa : Druk «Wieku», 1882. — Т. III. — S. 364. (пол.)
- Ятвяги // Советская Историческая Энциклопедия, том 16
- Yatvegians [Архівовано 23 жовтня 2014 у Wayback Machine.] // Zaprudnik J. «Historical dictionary of Belarus» (Гістарычны слоўнік Беларусі). — Lamham. — London: Scarecrow Press, 1998.